# Rávnay Tamás
Rávnay Tamás, születési és 1939-ig használt nevén Preininger Tamás (Regőce, 1893. május 7. – Szeged, 1963. július 14.) magyar bőrgyógyász, egyetemi tanár, az orvostudományok kandidátusa (1952).

## Életpályája
Preininger János és Hauer Julianna fiaként született. Középiskolai tanulmányait a Kalocsai Érseki Katolikus Főgimnáziumban végezte (1904–1911). Az érettségi megszerzését követően a Budapesti Tudományegyetem, illetve a Berlini Egyetem Orvostudományi Karának hallgatója lett. Az első világháború idején katonai szolgálatot teljesített. Leszerelése után folytatta tanulmányait. Orvosi oklevelét 1920-ban a Budapesti Tudományegyetemen vette át. 1920-tól a budapesti Bőrgyógyászati Klinikán, 1921 októbere és 1940 között a debreceni Tisza István Tudományegyetem Bőr- és Nemikórtani Klinikáján dolgozott – 1926-ig tanársegédként, 1926-tól adjunktusként. Az 1926/1927. tanév második felében a bécsi Collegium Hungaricum ösztöndíjasa volt. 1928-ban a bőr- és nemi betegségek patológiája című tárgykörből egyetemi magántanárrá habilitálták. 1932-ben a orvosképzés és a szakirodalom művelése terén szerzett érdemei elismeréséül nyilvános rendkívüli tanári kinevezést kapott. 1938-ban megbízott igazgató volt.
1940-től a Magyar Dermatológiai Társaság alelnöke, majd társelnöke volt. 1940-től a szegedi Bőr- és Nemibeteg Klinika igazgatója, 1943–1944-ben, valamint 1957–1958-ban és 1961–1962-ben az Orvostudományi Kar dékánja, 1944–1945-ben prodékánja, 1957–1958-ban megbízott rektora, 1962–1963-ban rektora volt. 

### Családja
Felesége Ballagi Márta Irén Klára (1896–1968), Ballagi Aladár és Peskó Ida lánya, akivel 1922. október 24-én Budapesten, a Ferencvárosban kötött házasságot. Gyermekei: Rávnay Tamás (1923–?) vegyészmérnök és dr. Rávnay Márta orvos, férjezett dr. Jobst Kázmérné.

## Művei
Preininger Tamás néven
- Über diagnostische Bedeutung der Senkungsgeschwindigkeit roter Blutkörperchen in der Dermatologie. (Dermat. Wochenschrift, 1925, 21. )
- A defibrinálási idő megrövidülése frissen defibrinált sajátvér adagolása után. (Orvosi Hetilap, 1927, 27.)
- Adatok a pemphigus aetiologiájához és therapiájához. (Orvosi Hetilap, 1927, 28.)
- A psoriasis, dermatitis és ektema vérhydrogenion-concentratiója. (Orvosi Hetilap, 1928, 6.)
- A revival (neosalutan) mint antisyphiliticum. (Orvosi Hetilap, 1930, 23.)
- Praecipitatiós kísérletek festett Wassermann-antigennel. Előzetes közlemény. (Orvosi Hetilap, 1930, 37.)
- Az epidermophylla és az erythrasmatherapiája, tekintettel a kórokozók biológiai beállítására. (Orvosi Hetilap, 1932, 6.)
- Túlérzékenység nikkelpénzzel szemben. (Orvosi Hetilap, 1934, 38.)
- Újabb adatok a skleroderma kóroktanához. (Orvosi Hetilap, 1937, 13.)
- Kukoricaüszög (ustilago maydis) okozta dermatomycosis. (Orvosi Hetilap, 1937, 52.)
- A bőrtuberculosis prophylaxisa. (Orvosképzés, 1938, 1.)
- Orvosok és betegápolók ritka mustárgáz bőrsérülései. (Orvosi Hetilap, 1938, 23.)
- A gonorrhoea pathologiája. (Orvosképzés, 1939, 4.)

Rávnay Tamás néven
- Fajlagos törekvések a bőrgyógyászatban. (Orvosképzés, 1942, 2.)
- Sulfamidok és neosalvarsan együttes hatása állatkísérletekben. Sipos Károllyal. (Orvosi Hetilap, 1944, 41.)
- Allergiás bőrbetegségek kórismézés, különös tekintettel a foglalkozási ártalmakra. (Orvosi Hetilap, 1959, 43.)
- A bőr hólyagos megbetegedései különös tekintettel a pemphigusra. (Orvosi Hetilap, 1962, 8.)

## Díjai, elismerései
- Kiváló orvos (1952)
- Munka Érdemrend arany fokozata (1963)